# De cada qual, segundo sua capacidade; a cada qual, segundo suas necessidades
De cada qual, segundo sua capacidade; a cada qual, segundo suas necessidades, é um princípio e uma frase de efeito popularizada por Karl Marx e pelos anarquistas comunistas, como Carlo Cafiero, Piotr Kropotkin e Errico Malatesta. Enfatiza o princípio de que, na sociedade comunista, cada pessoa contribui conforme suas faculdades, aptidões, inclinações e habilidades e consome conforme suas necessidades e desejos, ou seja, sem que seja preciso condicionar o consumo a alguma forma de medida de equivalência com o trabalho feito. Na visão marxista e anarquista, isso seria possível graças a abundância de bens e serviços que uma comunidade socialista desenvolvida pode ser capaz de produzir, havendo o suficiente para satisfazer as necessidades de cada um. O propósito dos comunistas e anarquistas ao afirmarem esse princípio é abolir o trabalho assalariado, isto é, segundo eles, abolir a sujeição dos trabalhadores aos proprietários dos meios de vida e de produção (classe capitalista, burocracia e Estado) da sociedade, de modo a criar uma livre associação dos produtores que suplantaria mundialmente a sociedade de classes e o Estado.

## Origem

### Socialistas utópicos, anarquistas e Marx
A expressão "De cada um conforme seus meios, a cada um conforme suas necessidades"  ("De chacun selon ses moyens, à chacun selon ses besoins") foi utilizada pela primeira vez por Louis Blanc no texto Organisation du travail, de 1839, como uma modificação da citação de Henri de Saint-Simon "A cada um conforme suas capacidades, a cada capacidade conforme suas obras" ("À chacun selon ses capacités, à chaque capacité selon ses œuvres").[carece de fontes?]
Étienne Cabet, teórico do comunismo cristão, cita, no livro Viagem à Icária, de 1840, a fórmula "A cada um segundo suas necessidades. De cada um segundo suas forças" ("À chacun suivant ses besoins. De chacun suivant ses forces") entre os princípios da cidade utópica de Icária. A fórmula então se tornou popular na revolução de 1848.[carece de fontes?]

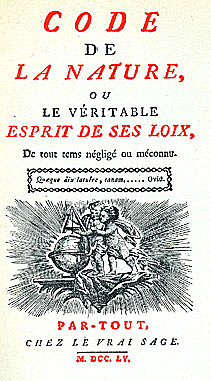
Capa do livro Code de la Nature, ou le véritable Esprit de ses Loix (1755), de Étienne-Gabriel Morelly

Em 1842, o comunista materialista Théodore Dézamy, no livro Code de la Communauté,  defende a seguinte ideia atribuída a Morelly:
"Fazer o possível. Tomar o que necessitar presentemente."
"Tomar parte nos trabalhos comuns proporcionalmente a tuas forças, inteligência, necessidades e aptidões particulares, assim como tomar parte nos produtos comuns e nos gozos comuns proporcionalmente à soma de tuas necessidades."
Em 1857, o anarquista comunista Joseph Déjacque, criador da palavra "libertário", retoma a fórmula na utopia A Humanisfera - Utopia Anárquica (L'Humanisphère, utopie anarchique):
“Na anarquia, o consumo alimenta a si mesmo pela produção. Um humanisferiano não compreenderia que se possa forçar um homem para trabalhar como não compreende que se possa forçar um homem a se alimentar.(...)
Os humanisferianos satisfazem naturalmente a necessidade de exercício do braço tanto como a necessidade do exercício do ventre. Não é mais possível racionar o apetite da produção, assim como também não é mais possível racionar o apetite do consumo. Cada um consome e produz conforme as suas capacidades, conforme as suas necessidades. Se todos os homens se curvassem sob uma retribuição uniforme, isso faria uns esfomearem e outros morrerem de indigestão. Somente o indivíduo é capaz de saber a dose de trabalho que sua barriga, seu cérebro e suas mãos podem digerir." (Joseph Déjacque, A Humanisfera - Utopia Anárquica, 1857)
No artigo Sobre a Troca (L’échange), de 1858, Joseph Déjacque acrescenta:
"(...) Na comunidade anárquica, (...) cada um é livre para produzir e consumir à vontade e segundo suas fantasias sem controlar nem ser controlado por ninguém, e o equilíbrio entre a produção e o consumo se estabelece naturalmente, não mais pela possessão preventiva e arbitrária por uns ou por outros, mas pela livre circulação das capacidades e das necessidades de cada um. Os fluxos humanos não necessitam de diques; deixemos as marés passarem livres: a cada dia, elas reencontram o seu nível!" (Joseph Déjacque, Sobre a troca, 1858)
Em 1875, na Crítica ao Programa de Gotha, Karl Marx retoma a fórmula. O parágrafo completo contendo a declaração de Marx é o seguinte:
| “ | "Na fase superior da sociedade comunista, quando houver desaparecido a subordinação escravizadora dos indivíduos à divisão do trabalho e, com ela, o contraste entre o trabalho intelectual e o trabalho manual; quando o trabalho não for somente um meio de vida, mas a primeira necessidade vital; quando, com o desenvolvimento dos indivíduos em todos os seus aspectos, crescerem também as forças produtivas e jorrarem em caudais os mananciais da riqueza coletiva, só então será possível ultrapassar-se totalmente o estreito horizonte do direito burguês e a sociedade poderá inscrever em suas bandeiras: De cada qual, segundo sua capacidade; a cada qual, segundo suas necessidades." | ” |

Em Salário, Preço e Lucro, de 1865, Marx explica a razão dessa bandeira:
"(...) ainda abstraindo totalmente a escravização geral que o sistema do salariado implica, a classe operária não deve exagerar a seus próprios olhos o resultado final destas lutas diárias. Não deve esquecer-se de que luta contra os efeitos, mas não contra as causas desses efeitos; que logra conter o movimento descendente, mas não fazê-lo mudar de direção; que aplica paliativos, mas não cura a enfermidade. Não deve, portanto, deixar-se absorver exclusivamente por essas inevitáveis lutas de guerrilhas, provocadas continuamente pelos abusos incessantes do capital ou pelas flutuações do mercado. A classe operária deve saber que o sistema atual, mesmo com todas as misérias que lhe impõe, engendra simultaneamente as condições materiais e as formas sociais necessárias para uma reconstrução econômica da sociedade. Em vez do lema conservador de: "Um salário justo por uma jornada de trabalho justa!", deverá inscrever na sua bandeira esta divisa revolucionária:´Abolição do sistema de trabalho assalariado!´".
Em 1880, no artigo Anarquia e Comunismo, (Anarchie et communisme), o anarquista  Carlo Cafiero também retoma a fórmula:
"O comunismo será o gozo de toda riqueza existente por todos os homens e segundo o princípio: de cada um segundo suas faculdades, para cada um segundo suas necessidades, quer dizer: de cada um e para cada um de acordo com sua vontade.
[...] nós queremos que toda a riqueza existente seja tomada diretamente pelo próprio povo, que ela seja mantida por suas mãos possantes, e que ele próprio decida a melhor maneira de gozá-la, seja pela produção, seja pelo consumo." (Carlo Cafiero - Anarquia e Comunismo, 1880)

### Bíblica
Há referências bíblicas desta forma de pensamento no "Novo Testamento". Na parábola sobre o Reino de Deus, Jesus falou sobre o que nos é dado, de acordo com nossas habilidades, a fim de testar o compromisso do servo para com o seu senhor. Em Atos, o estilo de vida dos apóstolos é baseado em posses comunitárias, sem a propriedade individual. No mesmo livro, há o uso da frase: Se distribuía a qualquer um à medida que alguém tinha necessidade.
| “ | «E a um deu cinco talentos, e a outro dois, e a outro um, a cada um segundo a sua capacidade, e ausentou-se logo para longe.» (Mateus 25:15) «Vendiam as suas propriedades e bens, distribuindo o produto entre todos, à medida que alguém tinha necessidade.» (Atos 2-45 :) «Da multidão dos que creram era um o coração e a alma. Ninguém considerava exclusivamente sua nem uma das coisas que possuía; tudo, porém, lhes era comum. Com grande poder, os apóstolos davam testemunho da ressurreição do Senhor Jesus, e em todos eles havia abundante graça. Pois nenhum necessitado havia entre eles, porquanto os que possuíam terras ou casas, vendendo-as, traziam os valores correspondentes e depositavam aos pés dos apóstolos; então, se distribuía a qualquer um à medida que alguém tinha necessidade.» (Atos 4:32–35) | ” |

## Exemplos

### Nas sociedades primitivas
Marxistas afirmam que, quando o homem era caçador-coletor, as sociedades se caracterizavam pelo sistema econômico comunal. No Marxismo, dá-se o nome de comunismo primitivo.

### Comunidades
Houve várias tentativas em praticar o princípio em pequenos grupos, inseridos em meio a sociedades com outros sistemas econômicos, sendo que não foram necessariamente inspiradas por Marx ou pelo Marxismo. Alguns exemplos são:
- Escavadores
- Kibutz
- Anarquismo catalão
- United Order